# Cheheru Bahunadi
El Cheyeru Bahunadi (així anomenat per distinció amb el riu Cheyair, nom que també porta) és un riu de Tamil Nadu que neix a la serralada de Jawadi i corre cap al nord-est.
Després d'un curs de 145 kilòmetres desaigua al riu Palar.